# Adriana Altaras
Adriana Altaras (nacida el 6 de abril de 1960 en Zagreb) es una actriz, directora de teatro y escritora alemana de origen croata.

## Biografía

### Primeros años
Altaras nació en Zagreb, RFS de Yugoslavia en una familia judía. Su madre, Thea Fuhrmann pertenecía a una familia judía de clase media-alta de Zagreb, y su padre, Jakob Altaras, era un médico de clase trabajadora de origen sefardí nacido en Split que se unió a los partisanos yugoslavos durante la Segunda Guerra Mundial. Luego de la guerra, su padre comenzó a investigar las causas de la muerte de su hermano, Silvio Altaras, quien había sido asesinado por el régimen comunista yugoslavo a principios de 1945. Debido a esto, en 1964, la Liga de los Comunistas de Croacia llevaron a su padre a un juicio de carácter político; Altaras y su madre huyeron de Zagreb con destino a Italia en un automóvil conducido por su tío paterno, quien vivía en Italia, donde residieron tres años. De Italia, Altaras se mudó con su madre a Constanza, Alemania, en 1967.

### Carrera
Después de terminar la secundaria, Altaras estudió en la Universidad de las Artes de Berlín, completando sus estudios académicos en Nueva York. Fundó el Theaters zum westlichen Stadthirschen en Berlín, donde  trabajaba como actriz, directora y escritora. En 1982, debutó en el cine, y en 1989  obtivo el rol protagónico en Der Philosoph, dirigida por Rudolf Thome. Aun así, el foco de su carrera siguió siendo el teatro. Trabajó como directora de teatro en el Berliner Ensemble y la Neuköllner Opera en Berlín, con su puesta en escena de los monólogos de la Vagina en 2001, en el cual participaron diferentes actrices, recibiendo elogios de la crítica. En el cine, principalmente ha actuado en películas dirigidas por Rudolf Thome, con quien ha trabajado desde la década de 1980. En 1988, recibió el Deutscher Filmpreis por su actuación en la película de Thome Das Mikoskop.
En 1993, Altaras recibió el Premio de Teatro del Estado de Renania del Norte-Westfalia. En 1999, recibió el 2.º Premio de Audiencia Friedrich Luft, Berlín. En 2000, recibió un Oso de Plata por su actuación en la película Paradiso.
Altaras ha trabajado con la Fundación Shoah de Steven Spielberg como entrevistadora y conferencista. Altaras tiene dos hijos con el compositor Wolfgang Böhmer; Aaron y Leonard Altaras.
Es una columnista regular en la versión electrónica del diario alemán Die Zeit. Regina Schilling dirigió la película Titos Brille en 2014, basada en el libro de Altaras del mismo nombre, en el cual viaja a su natal Croacia en búsqueda de su historia familiar y lucha por el reintegro de la propiedad familiar robada por el régimen comunista de Yugoslavia.

## Filmografía
- 1964: Nikoletina Bursać – Director: Branko Bauer[7]
- 1982: Dorado – Director: Reinhard Münster
- 1987: En der Wüste – Director: Rafael Fuster Pardo
- 1988: Das Mikroskop – Director: Rudolf Thome
- 1988: Der Philosoph – Director: Rudolf Thome (con Johannes Herrschmann)
- 1989: Sieben Frauen – Director: Rudolf Thome
- 1994: Löwenzahn – Eine dolle Knolle
- 1995: Das Geheimnis – Director: Rudolf Thome
- 1996: Kondom des Grauens – Director: Martin Walz
- 1997: Tatort – Gefährliche Übertragung – Directora: Petra Haffter (serie de televisión)
- 1997: Liebe Lügen – Director: Martin Walz
- 1999: Apokalypso – Director: Martin Walz
- 2000: Paradiso – Sieben Tage mit sieben Frauen – Director: Rudolf Thome
- 2003: Rot und Blau – Director: Rudolf Thome
- 2003: Tor zum Himmel – Director: Veit Helmer
- 2004: Alles auf Zucker! – Director: Dani Levy
- 2006: Rauchzeichen – Director: Rudolf Thome
- 2007: Nur ein kleines bisschen schwanger
- 2007: Mein Führer – Dado wirklich wahrste Wahrheit über Adolf Hitler – Director: Dani Levy
- 2007: Vollidiot – Director: Tobi Baumann
- 2007: Stellungswechsel
- 2007: Pastewka – Staffel 3 (serie de televisión)
- 2009: Die Gräfin
- 2011: Bloch – Inschallah – Director: Thomas Jauch (serie de televisión)
- 2013: Danni Lowinski
- 2014: Josephine Klick – Allein unter Cops
- 2015: Nacht der Angustia – Directora: Gabriela Zerhau
- 2019: Das perfekte Geheimnis – Director: Bora Dagtekin

## Obras
- Tito Brille, Köln: Kiepenheuer & Witsch, 2011
- Doitscha! Eine jüdische Murmura packt aus, Köln: Kiepenheuer & Witsch, 2015. ISBN  ISBN 978-3-462-04709-7
- Das Meer und ich waren im besten Alter : Geschichten aus meinem Alltag, Köln: Kiepenheuer & Witsch, 2017. ISBN 978-3-462-04958-9
- Die jüdische Souffleuse. Kiepenheuer & Witsch, Köln 2018, ISBN 978-3-462-05199-5